# 王佐 (萬曆癸未進士)
王佐（1550年—1622年），字翼卿，號太蒙，浙江承宣布政使司寧波府鄞縣（今浙江省寧波市）人，明朝政治人物，萬曆癸未進士，官至工部尚書。

## 生平
萬曆四年（1576年）丙子科浙江鄉試第八十二名舉人，十一年（1583年）癸未科二甲十四名進士，都察院觀政，授南京工部都水司主事，监芜湖关税，丁忧归。十五年起复补北工部營繕司主事，督毓德宫、寿宫、皇城工及琉璃窑，歷升员外郎、郎中。萬曆二十一年，授南昌府知府，二十六年升江西提学副使。萬曆二十九年，改江西南瑞道左參政；萬曆三十年，升江西按察使，分守湖西道、兼右參議。三十二年升江西右布政使，掌按察司事，三十四年回本司。萬曆三十五年，換為廣西左布政使、后改廣東左布政使。萬曆四十一年，授右副都御史巡撫江西。萬曆四十五年，授工部右侍郎，总督河道，同年改左侍郎。之後，授都察院右僉都御史，總督河道。
泰昌元年（1620年），授工部尚書，监督定庆二陵，及皇極門殿工。天启元年（1621年），以明定陵工成，加太子少保，次年再加太子太保，又以明庆陵工成，加太子太傅，荫一子，四疏乞休归。天啟二年（1622年）卒，享年七十三，赐祭葬九坛，贈少傅。

## 家族
曾祖父王棋；祖父王銘；父親王鸞。母柴氏；繼母朱氏。兄王弼、弟王友。子王缵爵，扬州同知，清军南下攻扬州，城破殉国。